# نادي بولدكلوبين 1903
نادي بولدكلوبين 1903 الشهير باسم ب 1903 (بالفرنسية: Boldklubben 1903)‏ نادي كرة قدم دنماركي يلعب في دوري الدرجة الرابعة. تم تأسيس النادي في سنة 1903 .